# Aquiles Serdán, Coahuila
Aquiles Serdán är en ort i Mexiko.   Den ligger i kommunen San Pedro och delstaten Coahuila, i den centrala delen av landet, 800 km nordväst om huvudstaden Mexico City. Aquiles Serdán ligger 1 106 meter över havet och antalet invånare är 362.
Terrängen runt Aquiles Serdán är mycket platt. Runt Aquiles Serdán är det glesbefolkat, med 9 invånare per kvadratkilometer. Närmaste större samhälle är Concordia, 3,9 km söder om Aquiles Serdán. Trakten runt Aquiles Serdán består till största delen av jordbruksmark.